# هنسی (فیلم)
هنسی (انگلیسی: Hennessy) فیلمی است که در سال ۱۹۷۵ منتشر شد. از بازیگران آن می‌توان به راد استایگر، لی رمیک، پیتر ایگن و ریچارد جانسون اشاره کرد.